# Sferna geometrija
Sferna geometrija je veja geometrije, ki se ukvarja z dvorazsežno površino sfere. Spada med neevklidske geometrije.
V ravninski geometriji sta osnovna elementa točka in premica. Na krogli pa je točka definirana podobno, premica pa ni definirana kot ravna linija, ampak kot najkrajša pot med dvema točkama. Te poti imenujemo geodetke. Na sferi so geodetke veliki krogi. Vsi ostali geometrijski pojmi so definirani podobno kot v ravninski geometriji. Samo ravne linije so zamenjane z velikimi krogi. V sferni geometriji so koti definirani kot koti med velikimi krogi. To vodi k sferni trigonometriji. Sferna trigonometrija se razlikuje od običajne trigonometrije v mnogih stvareh. Ena izmed njih je dejstvo, da imajo v sferni trigonometriji trikotniki vsoto notranjih kotov več kot 180º.    
Sferna trigonometrija je najenostavnejša oblika eliptične geometrije v kateri skozi dano točko ne moremo potegniti vzporednice premici. V evklidski geometriji ima premica samo eno vzporednico skozi dano točko. V hiperbolični geometriji ima premica dve vzporednici  in neskončno število ultravzporednic skozi dano točko.  
Pomembna geometrija, ki je povezana s sferno geometrijo je geometrija realne projektivne ravnine. Lokalno ima projektivna ravnina vse lastnosti sferne geometrije, ima pa druge globalne lastnosti. Sferna geometrija je neorientabilna.
Obstajajo tudi sferne geometrije višjih razsežnosti (glej eliptična geometrija).